# Hal Rogers
Harold Dallas „Hal” Rogers (ur. 31 grudnia 1937) – amerykański polityk, członek Partii Republikańskiej. Od 1981 roku jest przedstawicielem piątego okręgu wyborczego w stanie Kentucky w Izbie Reprezentantów Stanów Zjednoczonych. Wraz z reprezentantem Chrisem Smithem, jest najdłużej urzędującym członkiem Izby Reprezentantów.